# Rosa collettii
Rosa collettii är en rosväxtart som beskrevs av François Crépin. Rosa collettii ingår i släktet rosor, och familjen rosväxter. Inga underarter finns listade i Catalogue of Life.

## Bildgalleri

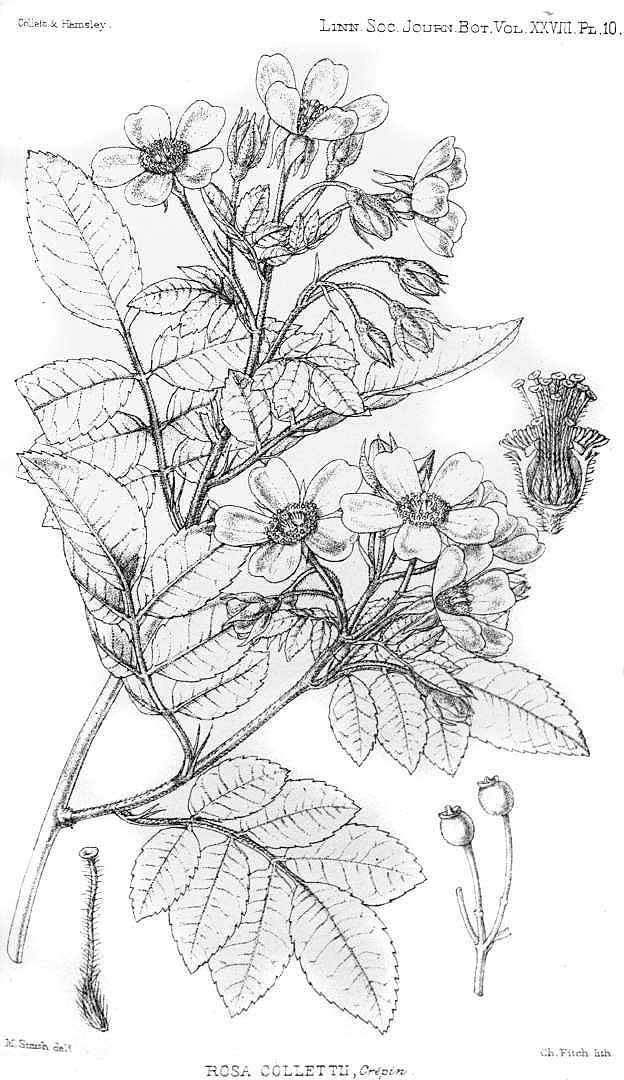